# Amerotyphlops arenensis
Amerotyphlops arenensis — вид змій родини сліпунів (Typhlopidae). Ендемік Бразилії. Описаний у 2015 році.

## Поширення і екологія
Amerotyphlops arenensis зустрічаються в бразильських штатах Параїба і Пернамбуку. Вони живуть в тропічних лісах.